# Rede und Antwort
Rede und Antwort ist die deutsche Übersetzung einer Sammlung von Reden, Interviews und Vorträgen des französischen Soziologen Pierre Bourdieu, die 1992 in der edition suhrkamp erschien. Das Original wurde 1987 unter dem Titel Choses dites von Les Éditions de Minuit publiziert. Eine englischsprachige Übersetzung erschien 1990 als In other words. Essays towards a reflexive sociology bei Stanford University Press. Laut Darstellung des Suhrkamp-Verlages gibt Bourdieu mit den Beiträgen der Sammlung Selbstauskünfte über sein Werk.

## Inhalt
Nach dem Vorwort folgen im Buch Beiträge zum Werdegang:
- „Fieldwork in Philosophy“[5] (S. 15–49)
- Bezugspunkte (S. 50–75)

Im Kapitel Konfrontationen gibt es die Beiträge:
- Von der Regel zu den Strategien (S. 79–98)
- Die Kodifizierung (S. 99–110)
- Das Interesse des Soziologen (S. 111–118)
- Lektüre, Leser, Gebildete, Literatur (S. 119–131)

Es folgt das Kapitel Öffnungen mit:
- Sozialer Raum und symbolische Macht (S. 135–154)
- Das intellektuelle Feld: Eine Welt für sich[6] (S. 155–166)
- Der Begriff „Volk“ und sein Gebrauch (S. 167–173)
- Delegation und politischer Fetischismus (S. 174–192)
- Programm für eine Soziologie des Sports (S. 193–207)
- Meinungsforschung – Eine „Wissenschaft“ ohne Wissenschaftler (S. 208–216)

Der abschließende Anhang enthält die Beiträge:
- Das objektivierende Subjekt objektivieren (S. 219–223)
- Soziologie des Glaubens und der Glaube des Soziologen (S. 224–230)
- Die Auflösung des Religiösen (S. 231–237).

## Rezensionen in wissenschaftlichen Fachzeitschriften
- Gill Bottomlet: A Review of In Other Words: Essays Towards a Reflexive Sociology, by Pierre Bourdieu. In: The Australian and New Zealand Journal of Sociology, 1991, 27(2), S. 272–273 doi:10.1177/144078339102700224.
- Charles Lemert: Review of In Other Words: Essays Towards a Reflexive Sociology, by Pierre Bourdieu. In: American Journal of Sociology, 1991, 97(1), S. 276–278 doi:10.1086/229779.
- Rogers Brubaker: Review of Pierre Bourdieu, Choses Dites. In: Contemporary Sociology, 1989, 18(5), 783–784 doi:10.2307/2073367.
- Dick McCleary: Extended Review Bourdieu's Choses Dites. In: The Sociological Review, 1989, 37(2), S. 373–383 doi:10.1111/j.1467-954X.1989.tb00035.x.